# Polyscias spectabilis
Polyscias spectabilis är en araliaväxtart som först beskrevs av Hermann August Theodor Harms, och fick sitt nu gällande namn av Porter Prescott Lowry och G.M.Plunkett. Polyscias spectabilis ingår i släktet Polyscias och familjen araliaväxter. Inga underarter finns listade.  Tidigare i släktet Gastonia som Gastonia spectabilis.